# José Maria do Nascimento
José Maria do Nascimento (Velas, 18 de julho de 1874 — Angra do Heroísmo, 27 de dezembro de 1924), presbítero, foi mestre da capela da Sé de Angra e professor de música e cantochão do Seminário Episcopal de Angra. Uma das suas composições foi premiada na Exposição Universal de Paris de 1900 e mantém-se no repertório de música sacra de vários países.

## Biografia
Jorgense, nasceu a 18 de julho de 1874, e foi ordenado de presbítero a 27 de maio de 1899. Para além de excecional músico, desde muito jovem foi distinto organista.
Foi mestre-capela da Sé Catedral de Angra, onde serviu como capelão enquanto estudava. Passou por professor de Música e Canto Gregoriano no Seminário Episcopal de Angra e dirigiu a Schola Cantorum, estabelecida na Catedral, em 1905.
A DioceseFoi enviado pelo bispo de Angra a Lisboa e a Roma, a fim de estudar o motu-proprio do papa Pio X, acerca da música sacra, tendo, no entanto, disposto de muito pouco tempo para o fazer. Regressado a Angra, passou a ocupar o lugar de mestre da capela da Sé Catedral e de professor de música e de cantochão do Seminário angrense.
Publicou o cântico de Miserere que é célebre, tocado e cantado até nos dias de hoje, a quatro vozes, conhecido porque veio a obter muito justamente uma medalha de oiro, na Exposição Universal de Paris de 1900. Obteve também a medalha de ouro da seção de música da Exposição Açoriana realizada em Ponta Delgada em 1901 aquando da visita régia feita por D. Carlos e às ilhas adjacentes.
Outras das suas composições mais conhecidas são uma Missa a instrumental, que tem sido executada nas principais e mais solenes festividades de Angra, Tantum Ergo e algumas ladainhas menos conhecidas mas, então, bem nos ouvidos dos açorianos. Tem também composições ligeiras, músicas para algumas operetas e canções e escreveu uma peça teatral que veio a ser representada no Seminário de Angra, intitulada Passagem do Regimento.

## Obras
Entre muitas outras, é autor das seguintes obras.
- Miserere, premiado com medalha de oiro na exposição de Ponta Delgada, ilha de São Miguel, editado em 1901;
- Missa a instrumental, que foi sido executada nas principais e mais solenes festividades de Angra do Heroísmo.